# Ameland
Ameland (západofrísky It Amelân) je jeden ze Západofríských ostrovů patřících Nizozemsku. Tvoří stejnojmennou obec v rámci provincie Frísko, která má rozlohu 268,5 km² (z toho 58,83 km² připadá na pevnou zem) a žije v ní okolo 3 500 obyvatel.
Ostrov vznikl na konci poslední doby ledové, je písčitý a plochý, nadmořská výška nepřesahuje čtyři metry. První písemná zmínka pochází z osmého století. Na ostrově tvrdě vládl místní rod Van Cammingha, který si obratnou politikou vůči Svaté říši římské udržoval faktickou nezávislost až do roku 1680, kdy vymřel. Pak se majitelé střídali, od roku 1813 je Ameland součástí Nizozemského království (jedním z titulů nizozemského panovníka je Vrijheer van Ameland). Tradičním zaměstnáním místních obyvatel byl lov velryb. Od dvacátého století je ostrov oblíbeným prázdninovým letoviskem, kde je možné podnikat výlety na kole či na koni nebo pozorovat mořské ptáky (racek stříbřitý, tenkozobec opačný, koliha velká) a tuleně. Nachází se zde přírodní rezervace Het Oerd, maják, větrný mlýn ve vesnici Nes a vlastivědné muzeum Sorgdrager, každoročně v listopadu se koná umělecký festival Ameland kunstmaand. Místní specialitou je likér nobeltje. Z ostrova jezdí pravidelný přívoz do vesnice Holwerd, nachází se zde letiště, za odlivu je možné dostat se na pevninu také pěšky (tzv. waadrinnen, chůze přes wattové pobřeží).

## Vesnice
- Hollum (1165 obyvatel)
- Nes (1155 obyvatel)
- Buren (715 obyvatel)
- Ballum (350 obyvatel)